# Festuca subuliflora
Festuca subuliflora là một loài thực vật có hoa trong họ Hòa thảo. Loài này được Scribn. mô tả khoa học đầu tiên năm 1890.